# Olympische Geschichte Usbekistans
| Gelbes Symbol für Goldmedaillen mit stilisierten Olympischen Ringen | Graues Symbol für Silbermedaillen mit stilisierten Olympischen Ringen | Braundes Symbol für Bronzemedaillen mit stilisierten Olympischen Ringen |
| ------------------------------------------------------------------- | --------------------------------------------------------------------- | ----------------------------------------------------------------------- |
| 11                                                                  | 6                                                                     | 20                                                                      |

Das NOK Usbekistans, das Oʻzbekiston Milliy Olimpiya qoʻmitasi, wurde 1992 gegründet und ein Jahr später vom IOC anerkannt. Usbekistan nimmt seit 1994 an allen Olympischen Spielen, Winter- und Sommerspiele, teil. Damit ist Usbekistan eines der wenigen Länder, deren Olympiadebüt bei Winterspielen stattfand. Sportler aus Usbekistan traten in der Zeit der Sowjetunion von 1952 bis 1988 für die sowjetische Olympiamannschaft an. 1992 waren usbekische Sportler in die Mannschaft der GUS integriert. Jugendliche Sportler nahmen an allen bislang ausgetragenen Jugend-Sommerspielen sowie an den ersten Jugend-Winterspielen teil.

## Übersicht

### Sommerspiele
Usbekistan trat als unabhängiger Staat erstmals 1996 bei Olympischen Sommerspielen an. Die ersten Sommerolympioniken waren am 19. Juli 1996 die Ringer Schamsiddin Chudojberdijew und Grigori Puljajew. Die ersten Frauen des Landes bei Sommerspielen waren zwei Tage später die Turnerinnen Oksana Tschusowitina und Anastassija Dschjundschjak. Der erste Medaillengewinner Usbekistans bei Sommerspielen war der Judoka Armen Bagdasarow, der am 22. Juli 1996 die Silbermedaille im Mittelgewicht gewann. Der Boxer Karim Toʻlaganov gewann wenige Tage später Bronze im Halbmittelgewicht. In der Leichtathletik erreichte der Zehnkämpfer Ramil Ganijew Platz 8.
Im Boxen wurde 2000 der erste Olympiasieg bei Sommerspielen erreicht. Muhammadqodir Abdullayev siegte im Halbweltergewicht. Bronzemedaillen gewannen Sergey Mixaylov im Halbschwergewicht und Rustam Saidov im Superschwergewicht. Der Freistilringer Artur Taymazov gewann Silber im Superschwergewicht. Im Federgewicht erreichte Damir Zachartdinow Platz 4. Die Turnerin Yekaterina Xilko wurde Vierte auf dem Trampolin. Der Sportschütze Dilshod Muxtorov erreichte mit der freien Pistole Platz 5.
2004 kamen zwei Olympiasieger aus dem Ringerlager. Artur Taymazov konnte seine Silbermedaille von Sydney vergolden. Im griechisch-römischen Stil siegte Aleksandr Doxturishvili im Federgewicht. Im Freistil gewann Magomed Ibragimov Silber im Schwergewicht des Freistilringens. Die Boxer Bahodirjon Sultonov im Bantamgewicht und Oʻtkirbek Haydarov im Halbschwergewicht gewannen jeweils Bronze.
2008 konnte Artur Taymazov seinen Olympiasieg verteidigen. Soslan Tigiyev gewann Silber im Weltergewicht. Bei Nachtests wurden beide Athleten des Dopings überführt und nachträglich disqualifiziert. Taymazov verlor seine Goldmedaille von 2008, Tigiyev verlor seine Silbermedaille von 2008 und seine Bronzemedaille, die er 2012 gewinnen sollte. So konnten sich die usbekischen Teilnehmer in Peking nur noch über eine Silber- und drei Bronzemedaillen freuen. Silber gewann der Judoka Abdullo Tangriyev im Schwergewicht. Sein Teamkamerad Rishod Sobirov gewann Bronze im Superleichtgewicht. Die übrigen zwei Bronzemedaillen wurden im Turnen gewonnen. Anton Fokin gewann seine Bronzemedaille am Barren. Mit ihrer Bronzemedaille auf dem Trampolin war Yekaterina Xilko die erste Frau Usbekistans, die bei Sommerspielen eine Medaille gewinnen konnte. Der Kanute Vadim Menkov erreichte im Einer-Kanadier über 1000 Meter als Vierter das Ziel.
2012 siegte Artur Taymazov wieder im Superschwergewicht. Seine Dopingprobe fiel bei Nachtests nicht auf, so dass ihm diese Goldmedaille nicht aberkannt wurde. Im Mittelgewicht des Boxturniert gewann Abbos Atoyev Bronze. Ebenfalls Bronze holte der Judoka Rishod Sobirov im Halbleichtgewicht. Die Leichtathletin Svetlana Radzivil wurde im Hochsprung Siebte. Im Gewichtheben erreichten die Schwergewichtler Ruslan Nurudinov Platz 4 und Iwan Jefremow Platz 5. Der Radrennfahrer Sergey Lagutin erreichte im Straßenrennen den fünften Platz. Wie schon vier Jahre zuvor wurde der Kanute Vadim Menkov Vierter im Einer-Kanadier über 1000 Meter.
Die erfolgreichste Teilnahme an Olympischen Spielen fand 2016 in Rio de Janeiro statt. 13 Medaillen wurden gewonnen, davon vier Gold-, zwei Silber- und sieben Bronzemedaillen. Olympiasieger wurden die Boxer Hasanboy Doʻsmatov im Halbfliegengewicht, Shahobiddin Zoirov im Fliegengewicht und Fazliddin Gʻoibnazarov im Halbweltergewicht. Silber gewannen Shaxram Gʻiyosov im Weltergewicht und Bektemir Meliqoʻziyev im Mittelgewicht. Bronze ging an Murodjon Ahmadaliyev im Bantamgewicht und Rustam Toʻlaganov im Schwergewicht. Die vierte Goldmedaille gewann der Gewichtheber Ruslan Nurudinov im Schwergewicht, hier wurde Iwan Jefremow erneut Fünfter. Bronzemedaillen gewannen zudem Ixtiyor Navroʻzov im Leichtgewicht und Magomed Ibragimov im Schwergewicht des Freistilringens sowie Elmurat Tasmuradow im Federgewicht des griechisch-römischen Stils und die Judoka Diyorbek Oʻrozboyev im Superleichtgewicht und Rishod Sobirov im Halbleichtgewicht. Bei ihrer siebten Teilnahme an Olympischen Spielen erreichte die Turnerin Oksana Chusovitina das Gerätefinale im Pferdsprung. Im Alter von 41 Jahren sprang sie auf Platz 7. 1992 hatte sie für die Mannschaft des Vereinten Teams teilgenommen und wurde Olympiasiegerin mit der Mehrkampfmannschaft. 2008 und 2012 startete sie für Deutschland. Der Kanute Gerasim Kochnev wurde Sechster im Einer-Kanadier über 1000 Meter.

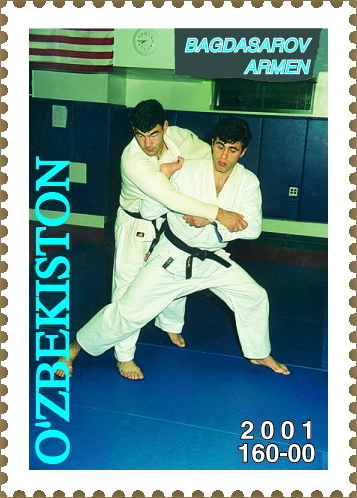
Armen Bagdasarov (vorne), Silber 1996, auf einer usbekischen Briefmarke von 2001
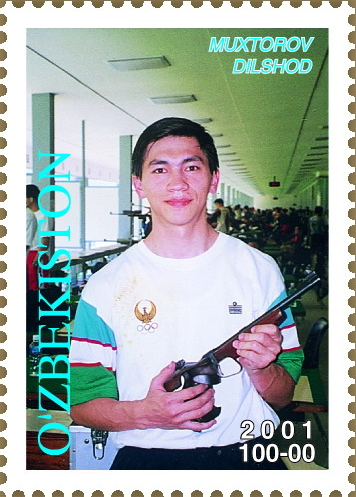
Sportschütze Dilshod Muxtorov auf einer usbekischen Briefmarke von 2001
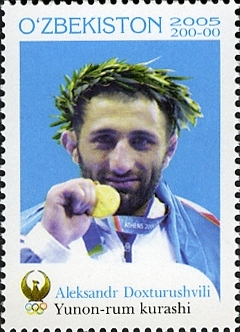
Olympiasieger Aleksandr Doxturishvili auf einer usbekischen Briefmarke von 2005
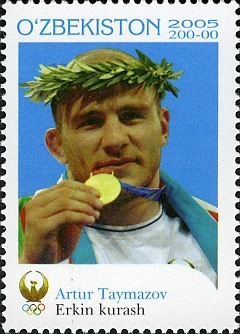
Olympiasieger Artur Taymazov auf einer usbekischen Briefmarke von 2005
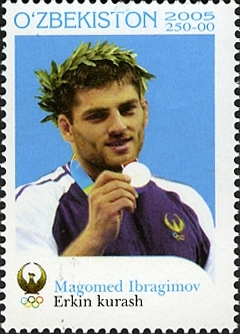
Magomed Ibragimow, Silber 2004, auf einer usbekischen Briefmarke von 2005
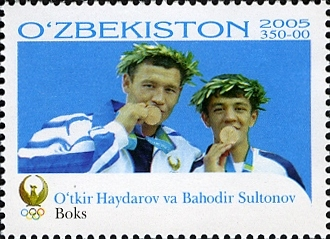
Oʻtkirbek Haydarov (l.) und Bahodirjon Sultonov, beide mit Bronze 2004, auf einer usbekischen Briefmarke von 2005
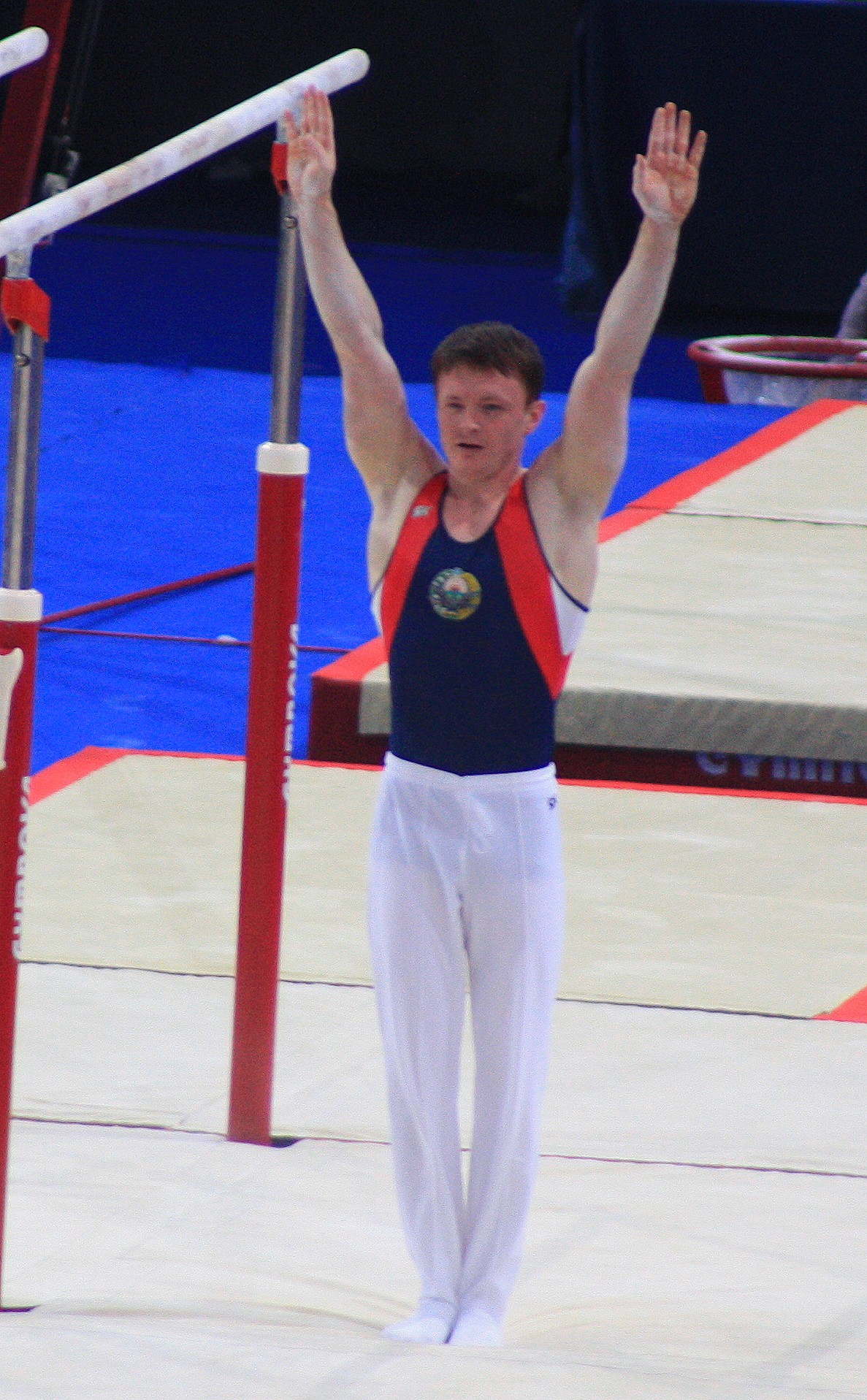
Anton Fokin, Bronze 2008 im Turnen
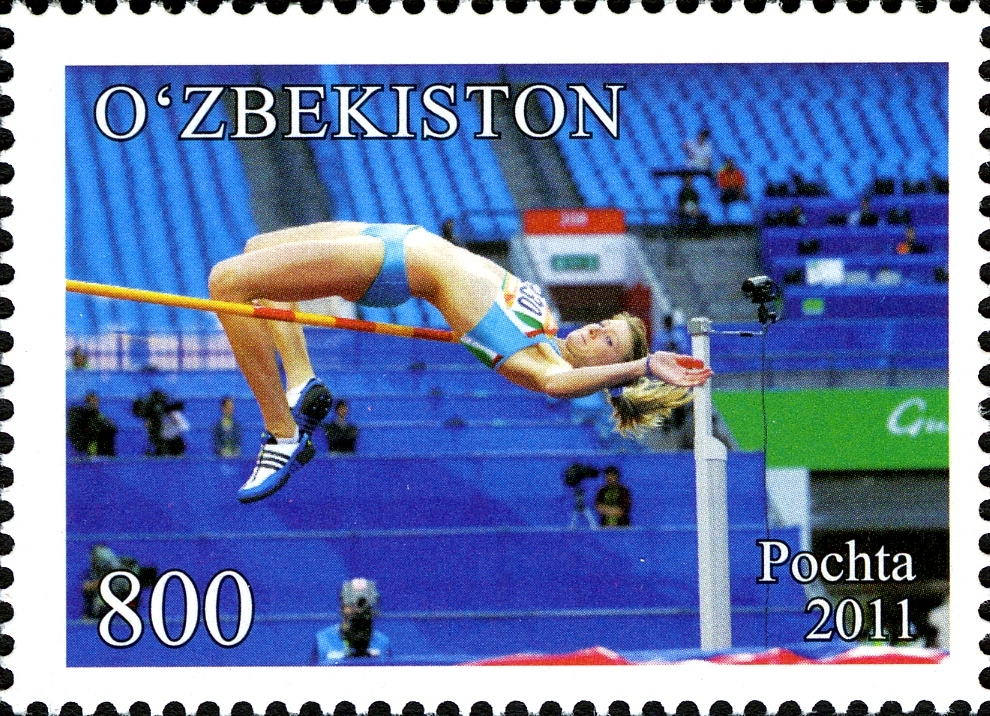
Svetlana Radzivil auf einer usbekischen Briefmarke von 2011
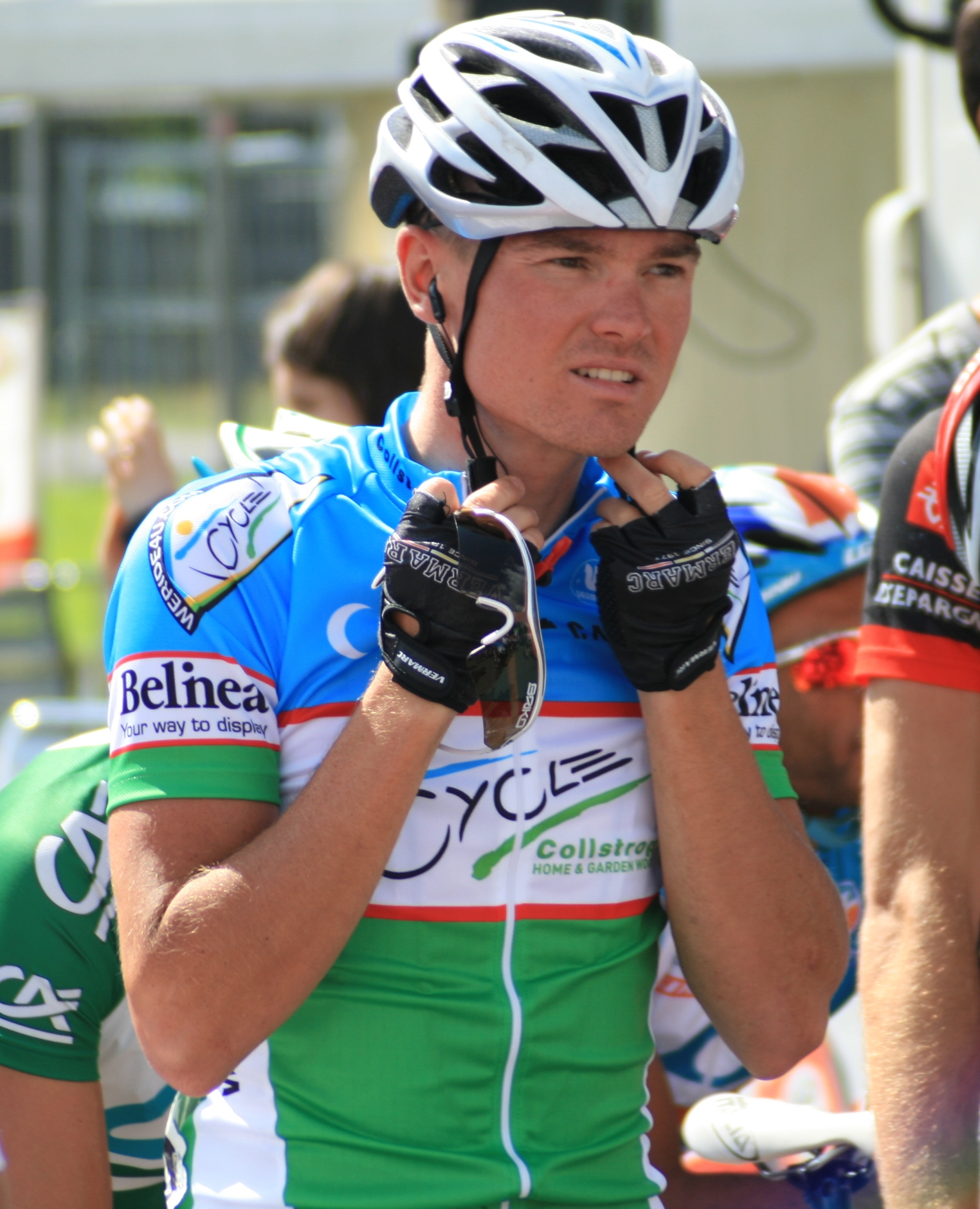
Radrennfahrer Sergey Lagutin
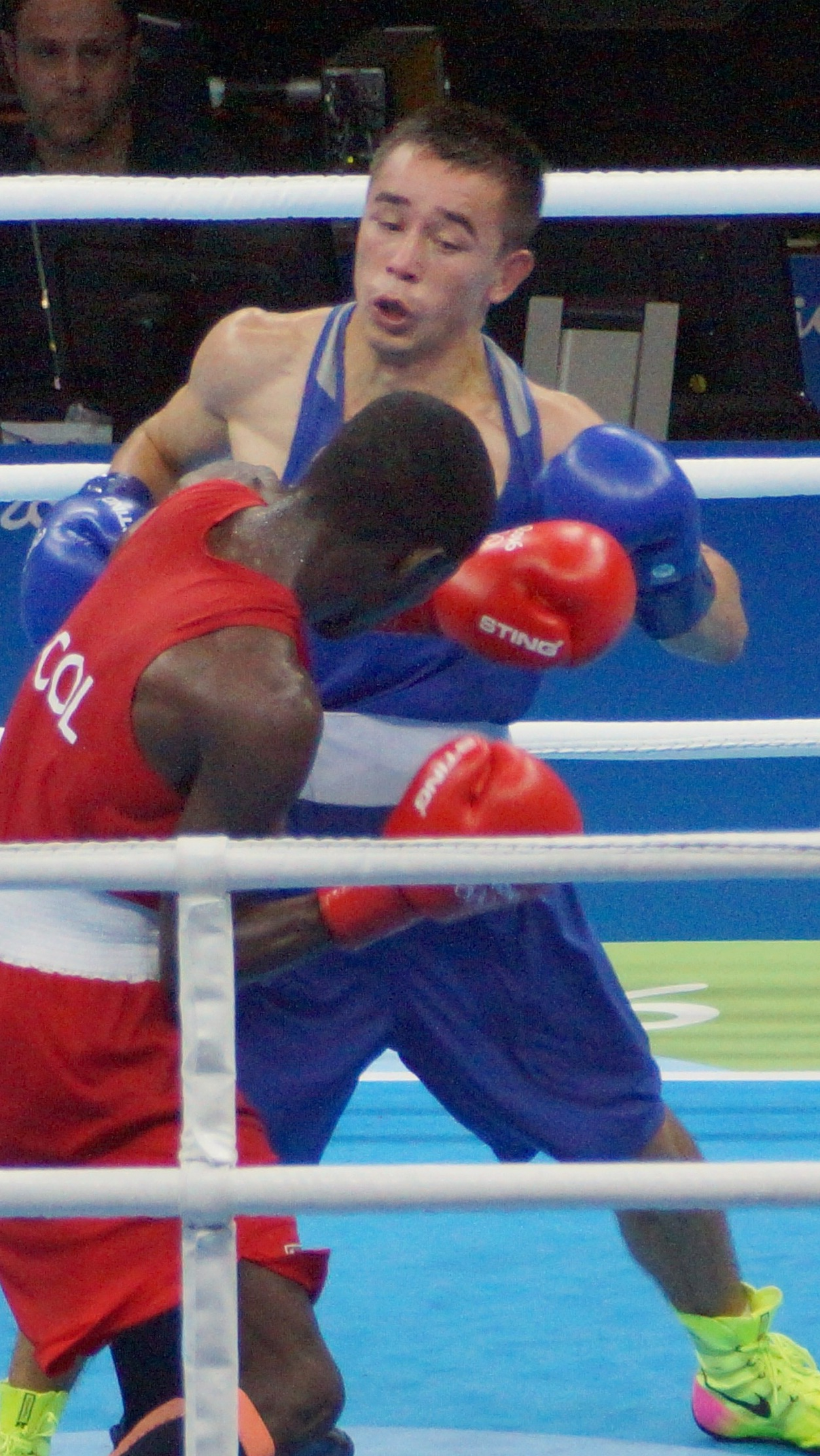
Olympiasieger Hasanboy Doʻsmatov (blau) im Finale gegen den Kolumbianer Yuberjen Martínez
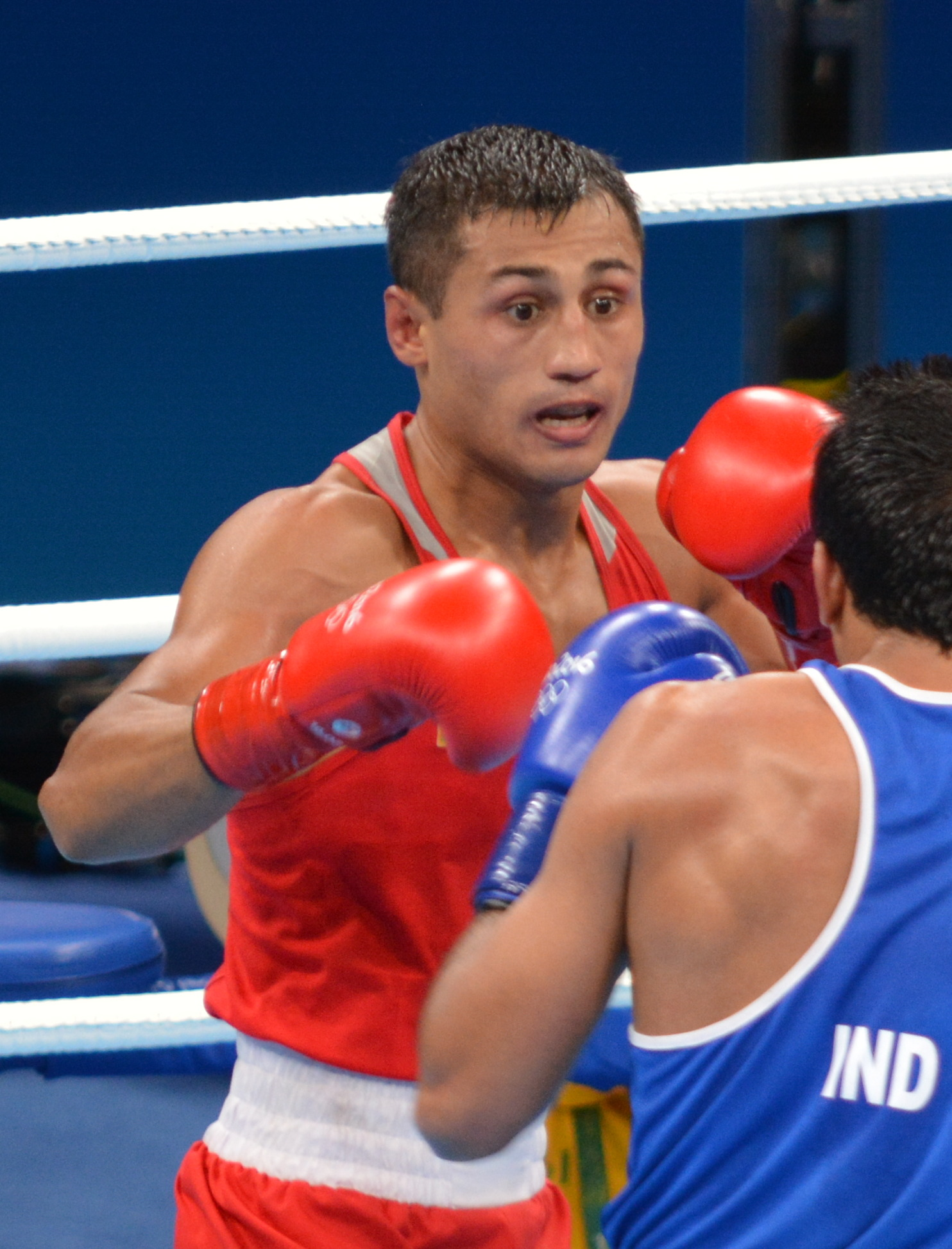
Olympiasieger Fazliddin Gʻoibnazarov (rot) im Zweitrundenkampf gegen den Inder Manoj Kumar
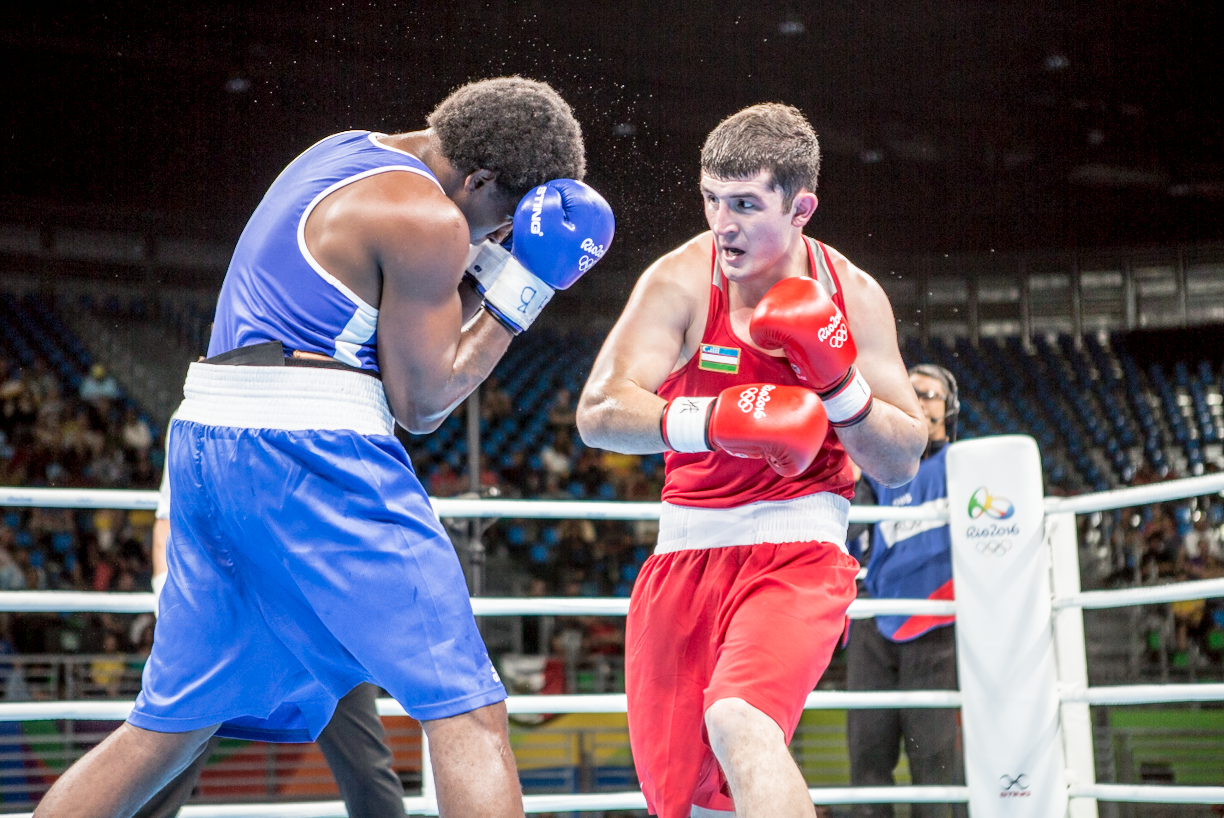
Rustam Toʻlaganov, Bronze 2016, im Zweitrundenkampf gegen Julio Castillo aus Ecuador
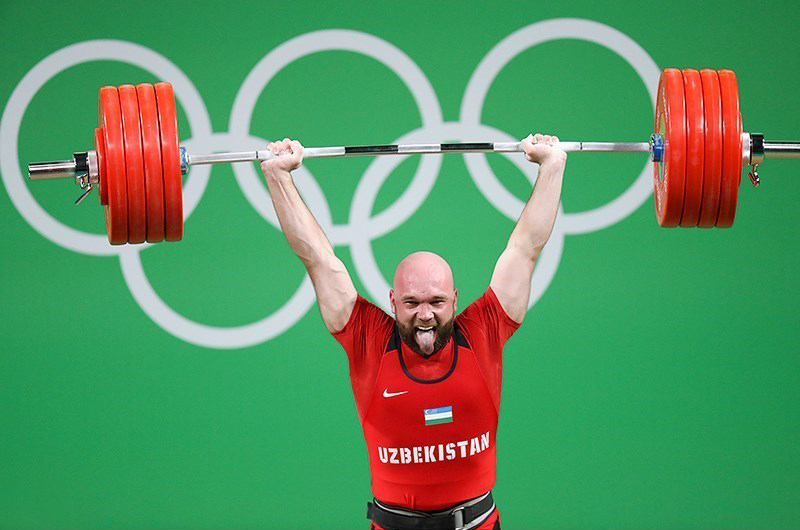
Olympiasieger Ruslan Nurudinov
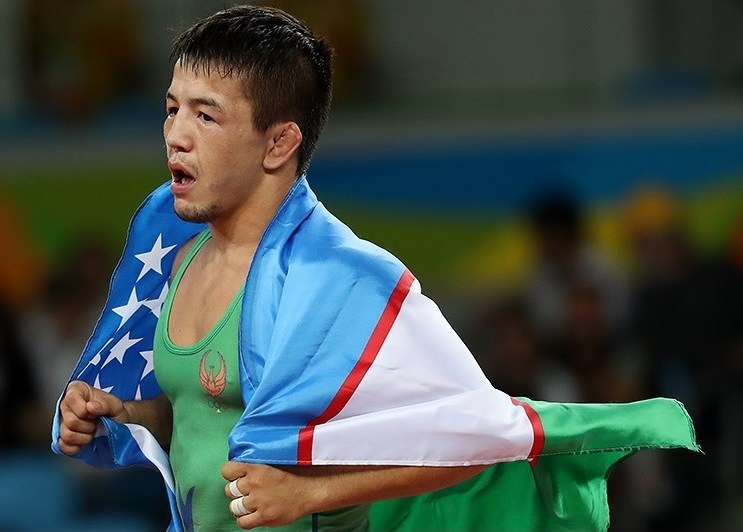
Elmurat Tasmuradov gewann 2016 Bronze im Ringen
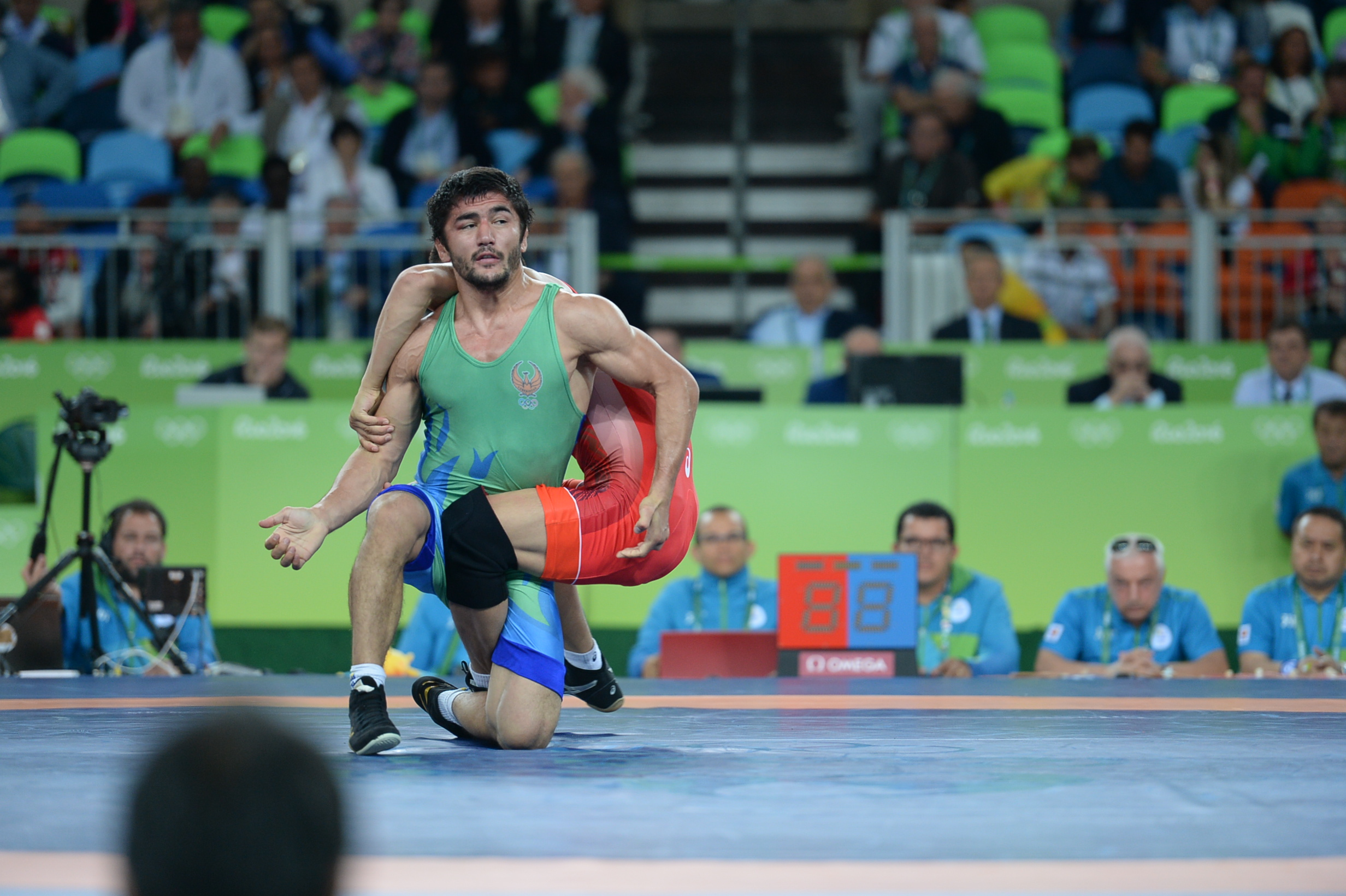
Ixtiyor Navroʻzov (grün), Bronze 2016, in seinem Kampf gegen den Mongolen Ganzorigiin Mandakhnaran
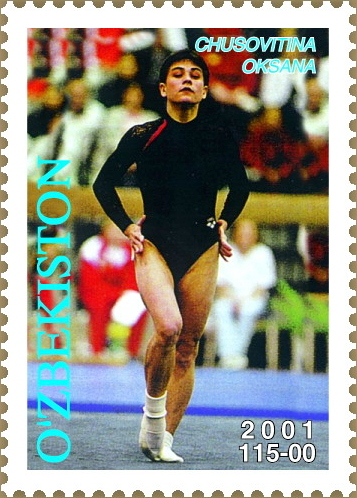
Die Turnerin Oksana Chusovitina auf einer usbekischen Briefmarke von 2001

### Winterspiele
Das Olympiadebüt Usbekistans fand bei den Winterspielen 1994 in Lillehammer statt. Die Freestyle-Skifahrerin Larisa Udodova war am 15. Februar 1994 die erste Sportlerin Usbekistans überhaupt bei Olympischen Spielen. Drei Tage später gingen mit den Eistänzern Yuris Razguljajew und Muslim Sattarov die ersten usbekischen Männer an den Start. Die Freestyle-Skifahrerin Lina Cheryazova wurde mit ihrem Sieg im Springen zur ersten usbekischen Medaillengewinnerin und Olympiasiegerin überhaupt. 1998 erreichte die Eiskunstläuferin Tatjana Malinina Platz 8 im Einzel.

### Jugendspiele

#### Jugend-Sommerspiele
Bei den ersten Jugend-Sommerspielen 2010 in Singapur nahmen 21 jugendliche Athleten, 13 Jungen und acht Mädchen, teil. Sie traten in den Sportarten Leichtathletik, Boxen, Turnen, Ringen, Gewichtheben, Taekwondo, Schwimmen, Schießen, Tischtennis und Judo an. Sieben Medaillen wurden gewonnen, zwei Silber- und fünf Bronzemedaillen. Silber gewannen der Judoka Mansurchuja Muminchujaev im Fliegengewicht und der Boxer Ahmad Mamadyanov im Weltergewicht. Bronze ging an die Boxer Sohidjon Hooboyev im Halbfliegengewicht und Sardorbek Begaliev im Halbschwergewicht, an die Ringer Dierbek Ergashev im Halbschwergewicht des Freistils und Ruslan Kamilov im Schwergewicht des griechisch-römischen Stils. Die fünfte Bronzemedaille gewann die Ringerin Nilufar Gadaeva im Federgewicht des Freistils. Nurbek Hakkolov hatte im Federgewicht des griechisch-römischen Stils zunächst Silber gewonnen, wurde jedoch des Dopings überführt und disqualifiziert. Eine Bronzemedaille, die nicht in der usbekischen Medaillenbilanz berücksichtigt wird, gewann Mansurchuja Muminchujaev mit der gemischten Mannschaft Cairo.
Bei den zweiten Jugend-Sommerspielen, die 2014 in Nanjing durchgeführt wurden, nahmen 28 Jugendliche teil, 16 Jungen und 12 Mädchen. Sie traten im Boxen, Judo, Taekwondo, Ringen, Gewichtheben, Kanusport, Turnen, Schwimmen, Schießen, Rudern und Tischtennis an. In Nanjing konnten die ersten Jugend-Olympiasieger gefeiert werden. Gold gewannen der Boxer Bektemir Meliqoʻziyev im Mittelgewicht und der Ringer Ilkhom Bakhromov im Federgewicht des griechisch-römischen Stils. Silber gewannen der Boxer Sulaiman Latipov im Fliegengewicht, die Taekwondoin Umida Abdullaeva im Schwergewicht und der Gewichtheber Farhodbek Sobirov im Schwergewicht. Im Fliegengewicht gewann sein Teamkamerad Adkhamjon Ergashwv Bronze. Ebenfalls Bronze holten der Judoka Sukhrob Tursunov im Leichtgewicht und der Turner Timur Kadirov auf dem Pauschenpferd. Zwei Medaillen, die nicht in der usbekischen Medaillenbilanz berücksichtigt werden, wurden ebenfalls gewonnen. Mit der gemischten Mannschaft Team Rouge wurde Sukrhob Tursunov Olympiasieger in der Mannschaftswertung im Judo. Mit seiner bulgarischen Partnerin Lidia Nencheva wurde Sportschütze Wladimir Swechnikov Olympiasieger mit der Luftpistole.

#### Jugend-Winterspiele
Bei den Jugend-Winterspielen 2012 in Innsbruck nahm ein usbekischer Skirennfahrer teil.

## Übersicht der Teilnehmer

### Sommerspiele
| Jahr      | Athleten                                                        | Athleten                                                        | Athleten                                                        | Fahnenträger                                                    | Sportarten                                                      | Sportarten                                                      | Sportarten                                                      | Sportarten                                                      | Sportarten                                                      | Sportarten                                                      | Sportarten                                                      | Sportarten                                                      | Sportarten                                                      | Sportarten                                                      | Sportarten                                                      | Sportarten                                                      | Sportarten                                                      | Sportarten                                                      | Sportarten                                                      | Medaillen                                                       | Medaillen                                                       | Medaillen                                                       | Medaillen                                                       | Medaillen                                                       |
| Jahr      | Gesamt                                                          | m                                                               | w                                                               | Fahnenträger                                                    | Leichtathletik                                                  | Boxen                                                           | Judo                                                            | Ringen                                                          | Gewichtheben                                                    | Turnen                                                          | Schwimmen                                                       | Schießen                                                        | Fechten                                                         | Radsport                                                        | Kanusport                                                       | Tennis                                                          | Tischtennis                                                     | Taekwondo                                                       | Rudern                                                          |                                                                 |                                                                 |                                                                 | Gesamt                                                          | Rang                                                            |
| --------- | --------------------------------------------------------------- | --------------------------------------------------------------- | --------------------------------------------------------------- | --------------------------------------------------------------- | --------------------------------------------------------------- | --------------------------------------------------------------- | --------------------------------------------------------------- | --------------------------------------------------------------- | --------------------------------------------------------------- | --------------------------------------------------------------- | --------------------------------------------------------------- | --------------------------------------------------------------- | --------------------------------------------------------------- | --------------------------------------------------------------- | --------------------------------------------------------------- | --------------------------------------------------------------- | --------------------------------------------------------------- | --------------------------------------------------------------- | --------------------------------------------------------------- | --------------------------------------------------------------- | --------------------------------------------------------------- | --------------------------------------------------------------- | --------------------------------------------------------------- | --------------------------------------------------------------- |
| 1896–1948 | nicht teilgenommen                                              | nicht teilgenommen                                              | nicht teilgenommen                                              | nicht teilgenommen                                              | nicht teilgenommen                                              | nicht teilgenommen                                              | nicht teilgenommen                                              | nicht teilgenommen                                              | nicht teilgenommen                                              | nicht teilgenommen                                              | nicht teilgenommen                                              | nicht teilgenommen                                              | nicht teilgenommen                                              | nicht teilgenommen                                              | nicht teilgenommen                                              | nicht teilgenommen                                              | nicht teilgenommen                                              | nicht teilgenommen                                              | nicht teilgenommen                                              | nicht teilgenommen                                              | nicht teilgenommen                                              | nicht teilgenommen                                              | nicht teilgenommen                                              | nicht teilgenommen                                              |
| 1952–1988 | Teilnahme in den Olympiamannschaften der ehemaligen Sowjetunion | Teilnahme in den Olympiamannschaften der ehemaligen Sowjetunion | Teilnahme in den Olympiamannschaften der ehemaligen Sowjetunion | Teilnahme in den Olympiamannschaften der ehemaligen Sowjetunion | Teilnahme in den Olympiamannschaften der ehemaligen Sowjetunion | Teilnahme in den Olympiamannschaften der ehemaligen Sowjetunion | Teilnahme in den Olympiamannschaften der ehemaligen Sowjetunion | Teilnahme in den Olympiamannschaften der ehemaligen Sowjetunion | Teilnahme in den Olympiamannschaften der ehemaligen Sowjetunion | Teilnahme in den Olympiamannschaften der ehemaligen Sowjetunion | Teilnahme in den Olympiamannschaften der ehemaligen Sowjetunion | Teilnahme in den Olympiamannschaften der ehemaligen Sowjetunion | Teilnahme in den Olympiamannschaften der ehemaligen Sowjetunion | Teilnahme in den Olympiamannschaften der ehemaligen Sowjetunion | Teilnahme in den Olympiamannschaften der ehemaligen Sowjetunion | Teilnahme in den Olympiamannschaften der ehemaligen Sowjetunion | Teilnahme in den Olympiamannschaften der ehemaligen Sowjetunion | Teilnahme in den Olympiamannschaften der ehemaligen Sowjetunion | Teilnahme in den Olympiamannschaften der ehemaligen Sowjetunion | Teilnahme in den Olympiamannschaften der ehemaligen Sowjetunion | Teilnahme in den Olympiamannschaften der ehemaligen Sowjetunion | Teilnahme in den Olympiamannschaften der ehemaligen Sowjetunion | Teilnahme in den Olympiamannschaften der ehemaligen Sowjetunion | Teilnahme in den Olympiamannschaften der ehemaligen Sowjetunion |
| 1992      | Teilnahme in der Olympiamannschaft des Vereinten Teams          | Teilnahme in der Olympiamannschaft des Vereinten Teams          | Teilnahme in der Olympiamannschaft des Vereinten Teams          | Teilnahme in der Olympiamannschaft des Vereinten Teams          | Teilnahme in der Olympiamannschaft des Vereinten Teams          | Teilnahme in der Olympiamannschaft des Vereinten Teams          | Teilnahme in der Olympiamannschaft des Vereinten Teams          | Teilnahme in der Olympiamannschaft des Vereinten Teams          | Teilnahme in der Olympiamannschaft des Vereinten Teams          | Teilnahme in der Olympiamannschaft des Vereinten Teams          | Teilnahme in der Olympiamannschaft des Vereinten Teams          | Teilnahme in der Olympiamannschaft des Vereinten Teams          | Teilnahme in der Olympiamannschaft des Vereinten Teams          | Teilnahme in der Olympiamannschaft des Vereinten Teams          | Teilnahme in der Olympiamannschaft des Vereinten Teams          | Teilnahme in der Olympiamannschaft des Vereinten Teams          | Teilnahme in der Olympiamannschaft des Vereinten Teams          | Teilnahme in der Olympiamannschaft des Vereinten Teams          | Teilnahme in der Olympiamannschaft des Vereinten Teams          | Teilnahme in der Olympiamannschaft des Vereinten Teams          | Teilnahme in der Olympiamannschaft des Vereinten Teams          | Teilnahme in der Olympiamannschaft des Vereinten Teams          | Teilnahme in der Olympiamannschaft des Vereinten Teams          | Teilnahme in der Olympiamannschaft des Vereinten Teams          |
| 1996      | 71                                                              | 63                                                              | 8                                                               | Temur Ibragimov                                                 | 12                                                              | 7                                                               | 7                                                               | 10                                                              | 5                                                               | 2                                                               | 6                                                               | 1                                                               | 1                                                               | 1                                                               | 17                                                              | 2                                                               |                                                                 |                                                                 |                                                                 |                                                                 | 1                                                               | 1                                                               | 2                                                               | 58                                                              |
| 2000      | 70                                                              | 52                                                              | 18                                                              | Muhammadqodir Abdullayev                                        | 22                                                              | 10                                                              | 7                                                               | 11                                                              | 2                                                               | 2                                                               | 10                                                              | 3                                                               | 1                                                               |                                                                 | 1                                                               | 1                                                               |                                                                 |                                                                 |                                                                 | 1                                                               | 1                                                               | 2                                                               | 4                                                               | 43                                                              |
| 2004      | 69                                                              | 51                                                              | 18                                                              | Abdullo Tangriyev                                               | 10                                                              | 9                                                               | 6                                                               | 7                                                               | 3                                                               | 2                                                               | 15                                                              | 2                                                               |                                                                 | 1                                                               | 7                                                               |                                                                 | 1                                                               | 2                                                               | 4                                                               | 2                                                               | 1                                                               | 2                                                               | 5                                                               | 35                                                              |
| 2008      | 56                                                              | 41                                                              | 15                                                              | Dilshod Mahmudov                                                | 12                                                              | 7                                                               | 8                                                               | 8                                                               | 2                                                               | 3                                                               | 7                                                               | 2                                                               |                                                                 | 1                                                               | 1                                                               | 1                                                               |                                                                 | 3                                                               | 1                                                               |                                                                 | 1                                                               | 3                                                               | 4                                                               | 62                                                              |
| 2012      | 53                                                              | 36                                                              | 17                                                              | Elshod Rasulov                                                  | 13                                                              | 6                                                               | 6                                                               | 8                                                               | 6                                                               | 2                                                               | 2                                                               | 1                                                               | 1                                                               | 2                                                               | 2                                                               | 1                                                               |                                                                 | 3                                                               |                                                                 | 1                                                               |                                                                 | 2                                                               | 3                                                               | 48                                                              |
| 2016      | 70                                                              | 47                                                              | 23                                                              | Bakhodir Dzhalolov                                              | 16                                                              | 11                                                              | 8                                                               | 8                                                               | 5                                                               | 9                                                               | 2                                                               | 1                                                               |                                                                 |                                                                 | 4                                                               | 1                                                               | 1                                                               | 3                                                               | 1                                                               | 4                                                               | 2                                                               | 7                                                               | 13                                                              | 21                                                              |
| Gesamt    | Gesamt                                                          | Gesamt                                                          | Gesamt                                                          | Gesamt                                                          | Gesamt                                                          | Gesamt                                                          | Gesamt                                                          | Gesamt                                                          | Gesamt                                                          | Gesamt                                                          | Gesamt                                                          | Gesamt                                                          | Gesamt                                                          | Gesamt                                                          | Gesamt                                                          | Gesamt                                                          | Gesamt                                                          | Gesamt                                                          | Gesamt                                                          | 8                                                               | 6                                                               | 17                                                              | 31                                                              | 50                                                              |

### Winterspiele
| Jahr      | Athleten                                                        | Athleten                                                        | Athleten                                                        | Fahnenträger                                                    | Sportarten                                                      | Sportarten                                                      | Sportarten                                                      | Medaillen                                                       | Medaillen                                                       | Medaillen                                                       | Medaillen                                                       | Medaillen                                                       |
| Jahr      | Gesamt                                                          | m                                                               | w                                                               | Fahnenträger                                                    | Freestyle Ski                                                   | Eiskunstlauf                                                    | Ski Alpin                                                       |                                                                 |                                                                 |                                                                 | Gesamt                                                          | Rang                                                            |
| --------- | --------------------------------------------------------------- | --------------------------------------------------------------- | --------------------------------------------------------------- | --------------------------------------------------------------- | --------------------------------------------------------------- | --------------------------------------------------------------- | --------------------------------------------------------------- | --------------------------------------------------------------- | --------------------------------------------------------------- | --------------------------------------------------------------- | --------------------------------------------------------------- | --------------------------------------------------------------- |
| 1924–1948 | nicht teilgenommen                                              | nicht teilgenommen                                              | nicht teilgenommen                                              | nicht teilgenommen                                              | nicht teilgenommen                                              | nicht teilgenommen                                              | nicht teilgenommen                                              | nicht teilgenommen                                              | nicht teilgenommen                                              | nicht teilgenommen                                              | nicht teilgenommen                                              | nicht teilgenommen                                              |
| 1952–1988 | Teilnahme in den Olympiamannschaften der ehemaligen Sowjetunion | Teilnahme in den Olympiamannschaften der ehemaligen Sowjetunion | Teilnahme in den Olympiamannschaften der ehemaligen Sowjetunion | Teilnahme in den Olympiamannschaften der ehemaligen Sowjetunion | Teilnahme in den Olympiamannschaften der ehemaligen Sowjetunion | Teilnahme in den Olympiamannschaften der ehemaligen Sowjetunion | Teilnahme in den Olympiamannschaften der ehemaligen Sowjetunion | Teilnahme in den Olympiamannschaften der ehemaligen Sowjetunion | Teilnahme in den Olympiamannschaften der ehemaligen Sowjetunion | Teilnahme in den Olympiamannschaften der ehemaligen Sowjetunion | Teilnahme in den Olympiamannschaften der ehemaligen Sowjetunion | Teilnahme in den Olympiamannschaften der ehemaligen Sowjetunion |
| 1992      | Teilnahme in der Olympiamannschaft des Vereinten Teams          | Teilnahme in der Olympiamannschaft des Vereinten Teams          | Teilnahme in der Olympiamannschaft des Vereinten Teams          | Teilnahme in der Olympiamannschaft des Vereinten Teams          | Teilnahme in der Olympiamannschaft des Vereinten Teams          | Teilnahme in der Olympiamannschaft des Vereinten Teams          | Teilnahme in der Olympiamannschaft des Vereinten Teams          | Teilnahme in der Olympiamannschaft des Vereinten Teams          | Teilnahme in der Olympiamannschaft des Vereinten Teams          | Teilnahme in der Olympiamannschaft des Vereinten Teams          | Teilnahme in der Olympiamannschaft des Vereinten Teams          | Teilnahme in der Olympiamannschaft des Vereinten Teams          |
| 1994      | 7                                                               | 3                                                               | 4                                                               | Sergey Brener                                                   | 3                                                               | 4                                                               |                                                                 | 1                                                               |                                                                 |                                                                 | 1                                                               | 14                                                              |
| 1998      | 4                                                               | 2                                                               | 2                                                               | Komil Urunbajev                                                 | 1                                                               | 2                                                               | 1                                                               |                                                                 |                                                                 |                                                                 |                                                                 |                                                                 |
| 2002      | 6                                                               | 3                                                               | 3                                                               | Komil Urunbajev                                                 |                                                                 | 4                                                               | 2                                                               |                                                                 |                                                                 |                                                                 |                                                                 |                                                                 |
| 2006      | 4                                                               | 2                                                               | 2                                                               | Kayrat Ermetov                                                  |                                                                 | 3                                                               | 1                                                               |                                                                 |                                                                 |                                                                 |                                                                 |                                                                 |
| 2010      | 3                                                               | 1                                                               | 2                                                               | Oleg Shamayev                                                   |                                                                 | 1                                                               | 2                                                               |                                                                 |                                                                 |                                                                 |                                                                 |                                                                 |
| 2014      | 3                                                               | 2                                                               | 1                                                               | Ksenija Grigorjewa                                              |                                                                 | 1                                                               | 2                                                               |                                                                 |                                                                 |                                                                 |                                                                 |                                                                 |
| 2018      | 2                                                               | 2                                                               | 0                                                               | Komiljon Toʻxtayev                                              |                                                                 | 1                                                               | 1                                                               |                                                                 |                                                                 |                                                                 |                                                                 |                                                                 |
| 2022      | 1                                                               | 1                                                               | 0                                                               | Komiljon Toʻxtayev                                              |                                                                 | 0                                                               | 2                                                               |                                                                 |                                                                 |                                                                 |                                                                 |                                                                 |
| Gesamt    | Gesamt                                                          | Gesamt                                                          | Gesamt                                                          | Gesamt                                                          | Gesamt                                                          | Gesamt                                                          | Gesamt                                                          | 1                                                               | 0                                                               | 0                                                               | 1                                                               | 31                                                              |

## Liste der Medaillengewinner

### Sommerspiele

#### Goldmedaillen
| Name                     | Spiele              | Sportart     | Disziplin                        | Anmerkung |
| ------------------------ | ------------------- | ------------ | -------------------------------- | --------- |
| Muhammadqodir Abdullayev | 2000 Sydney         | Boxen        | Halbweltergewicht                |           |
| Artur Taymazov           | 2004 Athen          | Ringen       | Superschwergewicht Freistil      |           |
| Aleksandr Doxturishvili  | 2004 Athen          | Ringen       | Mittelgewicht griechisch-römisch |           |
| Artur Taymazov           | 2012 London         | Ringen       | Superschwergewicht Freistil      |           |
| Hasanboy Doʻsmatov       | 2016 Rio de Janeiro | Boxen        | Halbfliegengewicht               |           |
| Shahobiddin Zoirov       | 2016 Rio de Janeiro | Boxen        | Fliegengewicht                   |           |
| Fazliddin Gʻoibnazarov   | 2016 Rio de Janeiro | Boxen        | Halbweltergewicht                |           |
| Ruslan Nurudinov         | 2016 Rio de Janeiro | Gewichtheben | Schwergewicht                    |           |
| Ulugʻbek Rashitov        | 2020 Tokio          | Taekwondo    | Fliegengewicht                   |           |

#### Silbermedaillen
| Name                  | Spiele              | Sportart | Disziplin                   | Anmerkung |
| --------------------- | ------------------- | -------- | --------------------------- | --------- |
| Armen Bagdasarov      | 1996 Atlanta        | Judo     | Mittelgewicht               |           |
| Artur Taymazov        | 2000 Sydney         | Ringen   | Superschwergewicht Freistil |           |
| Magomed Ibragimov     | 2004 Athen          | Ringen   | Schwergewicht Freistil      |           |
| Abdullo Tangriyev     | 2008 Peking         | Judo     | Schwergewicht               |           |
| Shaxram Gʻiyosov      | 2016 Rio de Janeiro | Boxen    | Weltergewicht               |           |
| Bektemir Meliqoʻziyev | 2016 Rio de Janeiro | Boxen    | Mittelgewicht               |           |

#### Bronzemedaillen
| Name                 | Spiele              | Sportart | Disziplin                       | Anmerkung |
| -------------------- | ------------------- | -------- | ------------------------------- | --------- |
| Karim Toʻlaganov     | 1996 Atlanta        | Boxen    | Halbmittelgewicht               |           |
| Sergey Mixaylov      | 2000 Sydney         | Boxen    | Halbschwergewicht               |           |
| Rustam Saidov        | 2000 Sydney         | Boxen    | Superschwergewicht              |           |
| Bahodirjon Sultonov  | 2004 Athen          | Boxen    | Bantamgewicht                   |           |
| Oʻtkirbek Haydarov   | 2004 Athen          | Boxen    | Halbschwergewicht               |           |
| Rishod Sobirov       | 2008 Peking         | Judo     | Superleichtgewicht              |           |
| Anton Fokin          | 2008 Peking         | Turnen   | Barren                          |           |
| Yekaterina Xilko     | 2008 Peking         | Turnen   | Trampolin                       |           |
| Rishod Sobirov       | 2008 Peking         | Judo     | Superleichtgewicht              |           |
| Abbos Atoyev         | 2012 London         | Boxen    | Mittelgewicht                   |           |
| Rishod Sobirov       | 2012 London         | Judo     | Superleichtgewicht              |           |
| Murodjon Ahmadaliyev | 2016 Rio de Janeiro | Boxen    | Bantamgewicht                   |           |
| Rustam Toʻlaganov    | 2016 Rio de Janeiro | Boxen    | Schwergewicht                   |           |
| Diyorbek Oʻrozboyev  | 2016 Rio de Janeiro | Judo     | Superleichtgewicht              |           |
| Rishod Sobirov       | 2016 Rio de Janeiro | Judo     | Halbleichtgewicht               |           |
| Ixtiyor Navroʻzov    | 2016 Rio de Janeiro | Ringen   | Weltergewicht Freistil          |           |
| Magomed Ibragimov    | 2016 Rio de Janeiro | Ringen   | Schwergewicht Freistil          |           |
| Elmurat Tasmuradov   | 2016 Rio de Janeiro | Ringen   | Federgewicht griechisch-römisch |           |

### Winterspiele

#### Goldmedaillen
| Name            | Spiele           | Sportart  | Disziplin | Anmerkung |
| --------------- | ---------------- | --------- | --------- | --------- |
| Lina Cheryazova | 1994 Lillehammer | Freestyle | Springen  |           |

#### Silbermedaillen
Bislang (Stand 2018) keine Silbermedaillen

#### Bronzemedaillen
Bislang (Stand 2018) keine Bronzemedaillen

## Medaillen nach Sportart

### Sommerspiele
| Sportart     | Gold | Silber | Bronze | Gesamt |
| Boxen        | 4    | 2      | 8      | 14     |
| Ringen       | 3    | 2      | 3      | 8      |
| Gewichtheben | 1    | 0      | 0      | 1      |
| Judo         | 0    | 2      | 4      | 6      |
| Turnen       | 0    | 0      | 2      | 2      |
| Gesamt       | 8    | 6      | 17     | 31     |

### Winterspiele
| Sportart      | Gold | Silber | Bronze | Gesamt |
| Freestyle Ski | 1    | 0      | 0      | 1      |
| Gesamt        | 1    | 0      | 0      | 1      |